# Barra Zacapulco
Barra Zacapulco är en ort i Mexiko.   Den ligger i kommunen Acapetahua och delstaten Chiapas, i den sydöstra delen av landet, 800 km sydost om huvudstaden Mexico City. Barra Zacapulco ligger 9 meter över havet och antalet invånare är 385.
Terrängen runt Barra Zacapulco är mycket platt. Havet är nära Barra Zacapulco åt sydväst. Runt Barra Zacapulco är det ganska glesbefolkat, med 36 invånare per kvadratkilometer. Närmaste större samhälle är La Alianza, 19,6 km norr om Barra Zacapulco. 